# Ferenc Pulszky

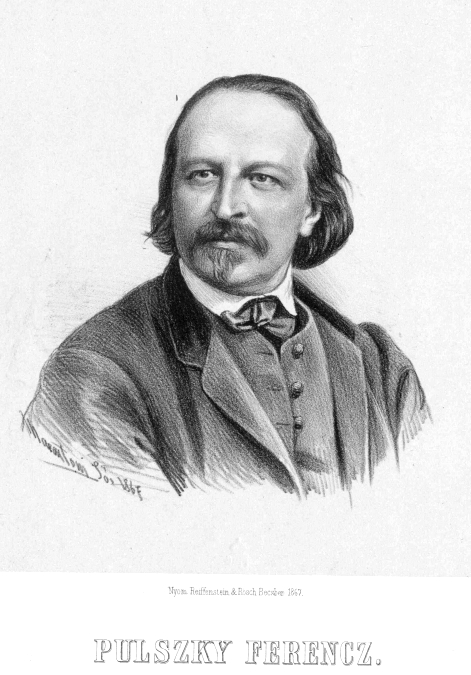
Ferenc Pulszky

Ferenc (Franz) Pulszky von Cselfalva und Lubócz (* 17. September 1814 in Eperjes, Komitat Sáros; † 9. September 1897 in Budapest) war ein ungarischer Politiker, Jurist und Schriftsteller.

## Leben
Pulszky wurde in Eperjes (heute Prešov, Slowakei) geboren und studierte Jura in Pest. Früh verwaist kam er zu seinem Onkel, dem Altertumsforscher György Fejérvary, der ihn für die Archäologie begeistern konnte. Zusammen mit ihm machte er 1833 eine längere Reise nach Italien und machte Bekanntschaft mit zahlreichen Altertumsforschern. Für eine seiner damals veröffentlichten Arbeiten über die Antike wurde er zum korrespondierenden Mitglied des Instituto di Correspondenza Archeologica in Rom ernannt.
Zurück in der Heimat legte er 1835 die Advokatursprüfung ab und wurde Vizenotar des Komitats Sáros. Im Folgejahr unternahm er Reisen durch Deutschland, Großbritannien, Holland, Belgien und Frankreich. An dem Landtag in Pressburg 1839/40 nahm er als Vertreter des Komitats Sáros teil. Für seine Reiseberichte wurde er zum korrespondierenden Mitglied der Ungarischen Akademie der Wissenschaften ernannt. 
Nach Ausbruch des ungarischen Unabhängigkeitskrieges wurde er zusammen mit Gábor Klauzál von Palatin Joseph zum Regierungskommissar mit Ausnahmsgewalt ernannt. Im ersten ungarischen Kabinett wurde er Finanzstaatssekretär und später Untersekretär im Ministerium am Allerhöchsten Hoflager. Nachdem Paul III. Anton Esterházy von diesem Ministerposten zurückgetreten war, übernahm Pulszky das Amt vorübergehend. Nach der Schlacht bei Schwechat wurde er im Kabinett von Bertalan Szemere Handelsminister. In den letzten Tagen des Unabhängigkeitskriegs war er Vertreter der revolutionären ungarischen Regierung in England und versuchte vergeblich bei Premierminister Lord Palmerston die englische Regierung zu Schritten gegen die russische Invasion auf Seiten Österreichs im Unabhängigkeitskrieg zu bewegen. Nach der Niederschlagung wurde er in Abwesenheit vom Militärgericht verurteilt und blieb im Exil in London. Nachdem der Revolutionsführer Lajos Kossuth 1851 sein Exil im Osmanischen Reich verlassen hatte, begleitete ihn Pulszky auf Reisen in die Vereinigten Staaten.
Mit Hilfe von József Eötvös konnte Pulszky 1866 in seine Heimat zurückkehren, nachdem er bei einer Audienz bei Franz Joseph I. begnadigt worden war. In Ungarn schloss er sich der Partei von Ferenc Deák an und nahm sein Mandat für das Komitat Sáros im ungarischen Landtag an, für das er schon 1861 gewählt worden war. In den Jahren 1869 bis 1894 war er Direktor des Ungarischen Nationalmuseums.

## Wissenschaft
Pulszky fügte dem Dreiperiodensystem – Steinzeit, Bronzezeit, Eisenzeit – von Christian Jürgensen Thomsen die Kupfersteinzeit bzw. das Chalkolithikum hinzu.